# Dresano
Dresano est une commune italienne de la ville métropolitaine de Milan, dans la région Lombardie.

## Géographie
- 1Carte dynamique
- 2Carte Openstreetmap
- 3Carte topographique
- 4Carte avec les communes environnantes

## Administration
| Période                                  | Période | Identité     | Étiquette     | Qualité |
| ---------------------------------------- | ------- | ------------ | ------------- | ------- |
| 29                                       | 05-2007 | Mario Valesi | Liste Civique |         |
| Les données manquantes sont à compléter. |         |              |               |         |

### Communes limitrophes
Mediglia, Tribiano, Mulazzano, Colturano, Vizzolo Predabissi, Casalmaiocco

## Autres images

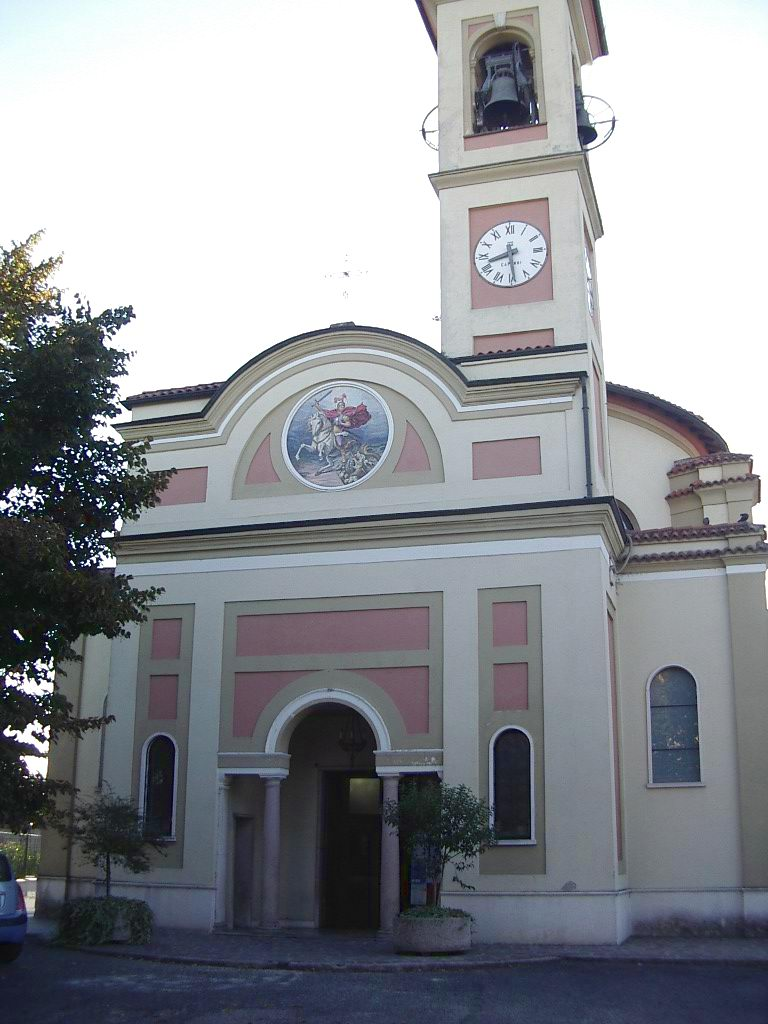
L'église Saint-Georges de Dresano
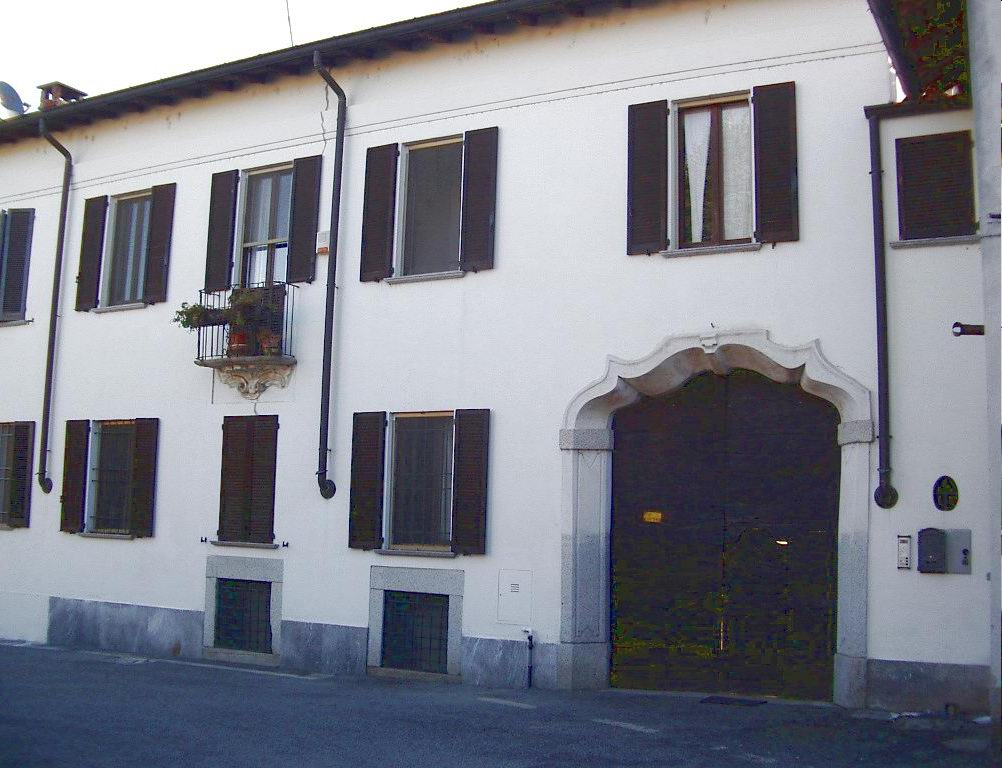
L'ex Couvent des Frères Bénédictins